# Ла-Ланд-сюр-Дром
Ла-Ланд-сюр-Дром (фр. La Lande-sur-Drôme) — коммуна во Франции, находится в регионе Нижняя Нормандия. Департамент коммуны — Кальвадос. Входит в состав кантона Комон-л’Эванте. Округ коммуны — Байё.
Код INSEE коммуны — 14350.

## Население
Население коммуны на 2010 год составляло 64 человека.
| 1962 | 1968 | 1975 | 1982 | 1990 | 1999 | 2010 |
| ---- | ---- | ---- | ---- | ---- | ---- | ---- |
| 88   | 78   | 78   | 66   | 57   | 59   | 64   |

## Экономика
В 2010 году среди 35 человек трудоспособного возраста (15—64 лет) 27 были экономически активными, 8 — неактивными (показатель активности — 77,1 %, в 1999 году было 55,8 %). Из 27 активных жителей работали 25 человек (17 мужчин и 8 женщин), безработных было 2 (0 мужчин и 2 женщины). Среди 8 неактивных 0 человек были учениками или студентами, 6 — пенсионерами, 2 были неактивными по другим причинам.